# Saint-Martin-Sepert
 Saint-Martin-Sepert  là một xã thuộc tỉnh Corrèze trong vùng Nouvelle-Aquitaine miền trung Pháp.